# Nemausus (mythologie)
Pour les articles homonymes, voir Nemausus (homonymie).
On dit souvent de Deus Nemausus (latinisation du celte Nemausos) qu'il a été le dieu protecteur celte de la ville de Nemausus (Nîmes). 
Le dieu ne semble pas avoir été adoré en dehors de cette localité. La ville tire certainement son nom de Nemausus, qui était peut-être le bois sacré dans lequel la tribu celtique des Volques arécomiques (qui d'eux-mêmes se sont rendus aux Romains en 121 av. J.-C.) a tenu ses assemblées (selon l'Encyclopædia Britannica de 1911), ou c'était peut-être l'esprit gardien celtique local de la source qui fournissait à l'origine toute l'eau nécessaire aux habitats, comme le suggèrent de nombreuses sources modernes. Ou peut-être Stéphane de Byzance a-t-il raison de dire dans son dictionnaire géographique que Nemausos, la ville de Gaule, tire son nom de l'Héracléide (ou fils d'Héraclès) Nemausios.
Lors de la romanisation de la ville de Nîmes, les dieux locaux ont été associés aux dieux romains, comme c'était alors souvent le cas. Sur un premier autel, le dieu de la Source Nemausus se trouve ainsi d'abord mis sur le même rang que Jupiter puis, sur un autel plus tardif, Nemausus se trouve associé à Jupiter Héliopolitain.

## Sanctuaire de la source
Un important sanctuaire autour d'une source de guérison existait dans la ville de Nîmes bien avant la romanisation de celle-ci. Il a été établi sous une forme ou une autre au moins dès le début de l'âge du fer, mais a été étendu après la colonisation de la région par les Romains à la fin du IIe siècle av. J.-C., quand ils encourageaient activement le culte. Un autre groupe d'esprits locaux vénérés à Nemausus (Nîmes) étaient les Nemausicae ou Matres Nemausicae, qui étaient des déesses de fertilité et de guérison appartenant au sanctuaire de la source.

### Pages connexes
- Religion celtique
- Nemausus